# Cinquième circonscription de la préfecture d'Aichi
La cinquième circonscription de la préfecture d'Aichi (愛知県第5区, Aichi-ken dai-go-ku) est l'une des seize circonscriptions législatives que compte la préfecture d'Aichi au Japon.

## Description géographique
Entre 1994 et 2002, la cinquième circonscription de la préfecture d'Aichi correspondait aux arrondissements de Nakamura, Atsuta et Nakagawa de la ville de Nagoya.
Entre 2002 et 2013, elle regroupait les arrondissements de Nakamura et Nakagawa de la ville de Nagoya et le district de Nishikasugai.
Entre 2013 et 2022, elle comprenait les mêmes unités administratives ainsi que les villes de Kiyosu et Kitanagoya.
Depuis 2022, elle réunit la ville de Kiyosu et les arrondissements de Nakamura et Nakagawa de la ville de Nagoya,.

## Députés
| Législature | Début de mandat | Fin de mandat | Député élu             | Parti politique | Parti politique |
| ----------- | --------------- | ------------- | ---------------------- | --------------- | --------------- |
| 41e         | 1996            | 2000          | Hirotaka Akamatsu      |                 | PDJ             |
| 42e         | 2000            | 2003          | Hirotaka Akamatsu      |                 | PDJ             |
| 43e         | 2003            | 2005          | Hirotaka Akamatsu      |                 | PDJ             |
| 44e         | 2005            | 2009          | Takahide Kimura (ja)   |                 | PLD             |
| 45e         | 2009            | 2012          | Hirotaka Akamatsu      |                 | PDJ             |
| 46e         | 2012            | 2014          | Kenji Kanda (ja)       |                 | PLD             |
| 47e         | 2014            | 2017          | Hirotaka Akamatsu      |                 | PDJ             |
| 48e         | 2017            | 2021          | Hirotaka Akamatsu      |                 | PDC             |
| 49e         | 2021            | 2024          | Kenji Kanda            |                 | PLD             |
| 50e         | 2024            | -             | Atsushi Nishikawa (ja) |                 | PDC             |